# Максиміліан Гросер
Максиміліан Гросер (нім. Maximilian Großer, нар. 23 липня 2001, Дрезден, Німеччина) — німецький футболіст, півзахисник клубу «Армінія».

## Ігрова кар'єра
Максиміліан Гросер народився у Дрездені і з 2007 року почав займатися футболом в академії місцевого клубу «Динамо». Виступав за юнацькі клубні команди в юнацьких чемпіонатах країни. 
Першу гру на професійному рівні Гросер провів 28 червня 2020 року - в останньому турі Другої Бундесліги проти «Оснабрюка». За результатами того сезону «Динамо» посіло останнє місце і понизилось до Третьої ліги.
Перед сезоном 2020/21 Гросер підписав з «Динамо» професійний контракт терміном на один рік. За сезон провів чотири гри в складі команди. На початку квітня 2021 року Гросер переніс операцію на коліні. «Динамо» повернулося до Другої Бундесліги але сам Гросер після завершення контракту залишив команду.
Перед сезоном 2021/22 Гросер приєднався до «Гамбурга», де грав у другій клубній команді в Регіональній лізі. Там футболіст зарекомендував себе як класного гравця і літні збори 2022 року він проводив разом із першою командою. Хоча наступний сезон півзахисник також провів у другій команді клубу.
Влітку 2023 року Гросер перейшов до клубу Третьої ліги «Армінія» з Білефельда, з якою в сезоні 2024/25 дістався фіналу Кубка Німеччини. А сам Гросер забив переможний гол у півфіналі проти «Баєр 04».

## Титули
Армінія